# Юрьевец (городской округ город Дзержинск)
Ю́рьевец — посёлок в городском округе город Дзержинск Нижегородской области России. Входит в состав административно-территориального образования Сельсовет Бабино.

## История
В «Списке населенных мест» Нижегородской губернии по данным за 1859 год значится как казённая деревня при реке Оке Чернорецкой волости Балахнинского уезда в 51 версте от уездного города Балахна. В деревне насчитывалось 32 двора и проживало 188 человек (97 мужчин и 91 женщин).

## Население
| 2010 |
| ---- |
| 359  |